# Batalla del cabo de Palos (1815)
La batalla del cabo de Palos fue una batalla parte de la segunda guerra berberisca. La batalla empezó cuando un escuadrón estadounidense capitaneado por Stephen Decatur atacó y capturó un bergantín argelino.

## Antecedentes
Después de la captura del buque insignia argelino, el Meshuda, y su envío a Cartagena bajo la atenta vigilancia del USS Macedonian, Stephen Decatur y su escuadrón continuaron su camino hacia Argel. El 19 de junio de 1815 fue avistado el Estedio, un bergantín argelino dotado de 22 cañones.

## La batalla
Decatur comenzó la búsqueda y persecución de los argelinos y en las aguas cercanas a la barra litoral de las costas de España. Temiendo que sus buques más grandes pudieran llegar a encallar en la playa, envió a los barcos pequeños de su escuadrón, el USS Epervier, el USS Spark, el USS Torch y el USS Spitfire para hacer frente al bergantín. Los buques implicados libraron un breve combate de media hora de duración, tras lo que los argelinos comenzaron a abandonar su navío y a entregarse. Como la tripulación del Estedio comenzó a huir en botes, los barcos estadounidenses comenzaron a disparar a los botes hasta hundirlos. Los restantes 80 tripulantes del Estedio se entregaron. Además de los ochenta capturados en el Estedio, por lo menos 23 hombres perdieron la vida.

## Consecuencias
Después de la batalla, el Estedio fue llevado a Cartagena e internado, tras lo que se volvió a Argel al finalizar la guerra. El escuadrón de Decatur se reagrupó y al día siguiente continuó su camino hacia Argel.